# Jesús Julio Carnero García
Jesús Julio Carnero García (Aspariegos, 5 demarç de 1964) és un polític espanyol, actual alcalde de Valladolid i senador en la XV legislatura.
Va ocupar el càrrec de president de la Diputació Provincial de Valladolid des de les eleccions municipals de 2011 fins a 2019, i posteriorment va exercir com a conseller d'Agricultura (2019-2022) i de Presidència (2022-2023) de la Junta de Castella i Lleó

## Biografia

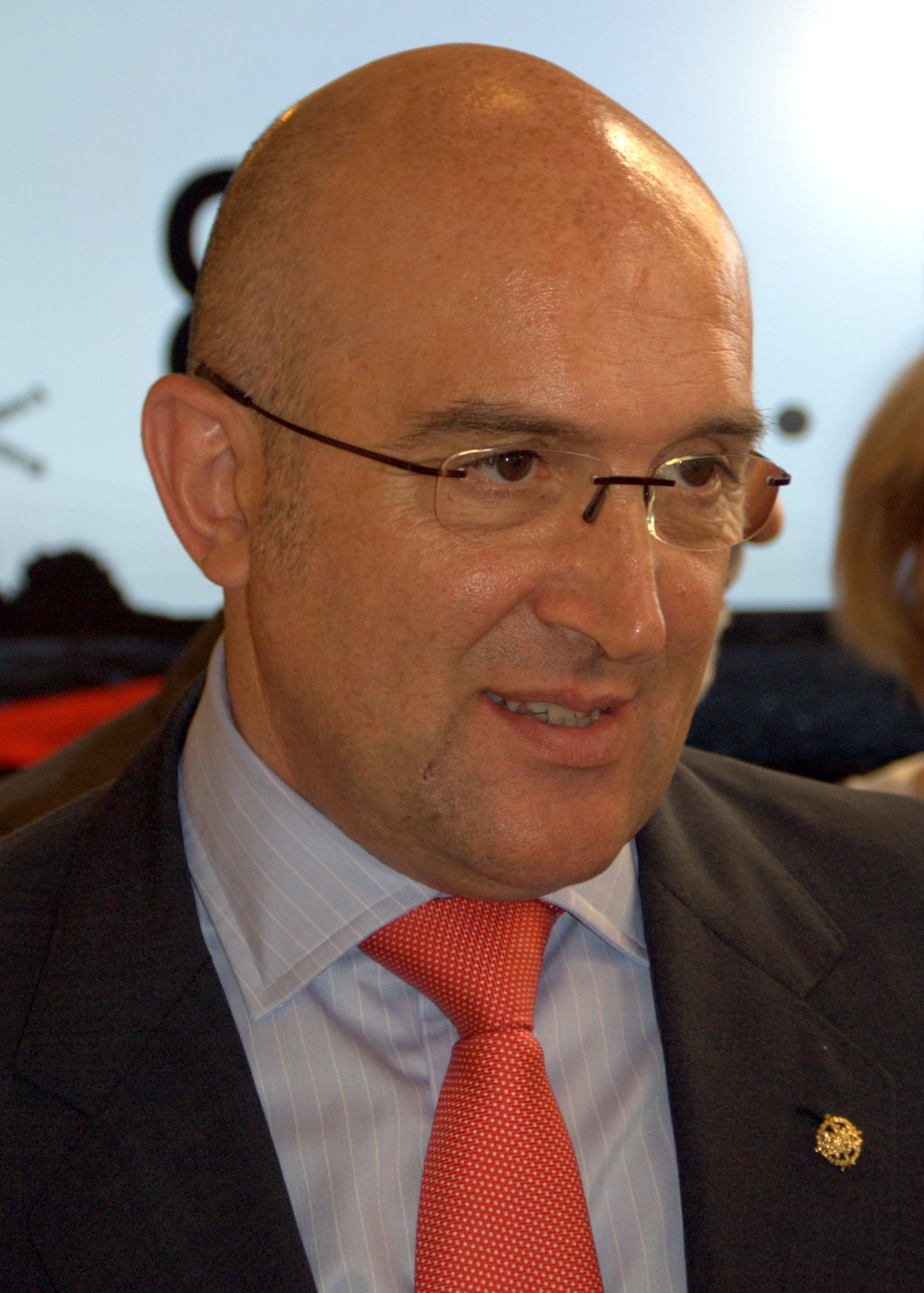
Jesús Julio Carnero el 2011.

Nascut en la localitat zamorana de Aspariegos en 1964, Carner va passar la major part de la seva infància en la localitat val·lisoletana de Corcos del Valle, fins que el domicili familiar es trasllada a Valladolid. És llicenciat en Dret per la Universitat de Valladolid i pertany al Cos Superior de l'Administració de Castella i Lleó.
Ha treballat en l'administració central, autonòmica i local. En el Govern d'Espanya, com a assessor executiu del Secretari d'Estat d'Organització Territorial del Ministeri d'Administracions Públiques. En la Junta de Castella i Lleó, en diversos llocs, destacant els de Secretari General de la Conselleria de Foment (2003-2011), president de la Junta Consultiva de Contractació Administrativa de Castella i Lleó, president del Consell d'Urbanisme de Castella i Lleó, Conseller d'Agricultura, Ramaderia i Desenvolupament Rural (2019-2022) i Conseller de la Presidència (2022-2023). En l'àmbit local, va ser president de la Diputació Provincial de Valladolid (2011-2019).
Ha exercit diferents responsbilidades orgàniques en el Partit Popular, principalment de secretari general de Valladolid (2012-2017) i de president de Valladolid, aquest últim fins a l'actualitat, després de guanyar les eleccions primàries del seu partit al maig de 2017.
De cara a les eleccions municipals del 28 de maig de 2023 Carnero va ser elegit candidat a l'alcaldia de Valladolid pel Partit Popular. La seva formació va obtenir 11 regidors de 27, els mateixos que va aconseguir la llista més votada, la de l'alcalde Óscar Puente (PSOE). Després d'aconseguir un pacte de govern amb els tres regidors de Vox en el consistori, Carnero va ser investit alcalde el 17 de juny de 2023. Va concórrer com a cap de llista del Partit Popular al senat per la província de Valladolid a les eleccions generals de juliol de 2023, i va resultar elegit.